# Cándido Aguilar
Cándido Aguilar är en ort i Mexiko.   Den ligger i kommunen Río Bravo och delstaten Tamaulipas, i den östra delen av landet, 700 km norr om huvudstaden Mexico City. Cándido Aguilar ligger 24 meter över havet och antalet invånare är 652.
Terrängen runt Cándido Aguilar är mycket platt. Runt Cándido Aguilar är det ganska tätbefolkat, med 62 invånare per kvadratkilometer. Cándido Aguilar är det största samhället i trakten. Trakten runt Cándido Aguilar består till största delen av jordbruksmark.